# Високи представник за Босну и Херцеговину
Високи представник за Босну и Херцеговину (енгл. High Representative for Bosnia and Herzegovina) међународни је представник Организације уједињених нација који надгледа и координира спровођење цивилних аспеката Дејтонског мировног споразума.
Коначни је тумач Анекса 10 (Споразума о цивилном спровођењу) Општег оквирног споразума за мир у Босни и Херцеговини. Високог представника именује Савјет безбједности Организације уједињених нација својом резолуцијом, а по препоруци Савјета за спровођење мира (енгл. Peace Implementation Council, PIC).

## Мандат
Према Анексу 10 (Споразуму о цивилном спровођењу) Општег оквирног споразума за мир у Босни и Херцеговини одређено је да „високи представник на терену је коначни ауторитет за тумачење овог Споразума о цивилном спровођењу мировног рјешења“. Наведена одредба га истовремено не овлашћује да даје обавезујуће тумачење и осталих дијелова Дејтонског мировног споразума као нпр. Анекса 4 (Устава Босне и Херцеговине).
Чланом II Анекса 10 под називом „Мандат и методе координације и везе“ одређено је да ће високи представник:
1. надгледати спровођење мировног рјешења;
2. одржавати тијесне контакте са Странкама ради промовисања њиховог потпуног придржавања цивилних аспеката мировног рјешења и промовисања високог степена сарадње између њих и агенција које учествују у том аспекту;
3. координирати активностима цивилних организација и агенција у Босни и Херцеговини да би обезбиједио ефикасно спровођење цивилних аспеката мировног рјешења. Високи представник мора да поштује њихову аутономију унутар подручја операција, дајући им, ако је потребно, опште смјернице о утицају њихових активности на спровођење мировног решења. Од цивилних организација и агенција се тражи да помогну високом представнику при извршавању његових надлежности давањем свих података релевантних за њихов рад у Босни и Херцеговини;
4. олакшати рјешавање било каквих потешкоћа које настану спровођењем цивилног рјешења, ако високи представник просуди да је потребно;
5. учествовати у састанцима организација донатора, нарочито у питањима обнове и изградње;
6. периодично извјештавати Уједињене нације, Европску унију, Сједињене Државе, Руску Федерацију те друге заинтересоване владе, Странке и организације о напретку спровођења мировног споразума у вези са задацима постављеним у овом Споразуму;
7. давати смјернице и примати извјештаје од комесара Међународних оперативних полицијских снага, основаних Анексом 11 Општег оквирног споразума.

## Савјет за спровођење мира
Након постизања Дејтонског мировног споразума, у Лондону је 8. и 9. децембра 1995. засједала Конференција за спровођење мира (енгл. Peace Implementation Conference) с циљем да мобилише међународну заједницу. Један од њених главних закључака је формирање Савјета за спровођење мира (енгл. Peace Implementation Council, PIC) као административне структуре за цивилно спровођење мировног рјешења. Одређено је да Управни одбор Савјета (енгл. Steering Board of the PIC) чине представници Канаде, Француске, Њемачке, Италије, Јапана, Русије, Уједињеног Краљевства, Сједињених Америчких Држава, Предсједништва Европске уније, Европске комисије и Организације исламске конференције (заступа је Турска) под предсједништвом високог представника.
Након Лондонске конференције, Савјет се на министарском нивоу састао још пет пута. Најпознатија је Бонска конференција (децембар 1997), а посљедња Бриселска (мај 2000). Од тада се састаје само Управни одбор Савјета, на нивоу политичких директора или амбасадора. Савјет се данас састоји од 55 држава и организација које на различите начине пружају подршку мировном процесу. У Савјет је укључен и један број посматрача.
Савјет за спровођење мира није предвиђен Дејтонским мировним споразумом и стога може да има само фактички утицај, али правно не може доносити никакве одлуке. Његове одлуке нису обавезујуће ни за високог представника јер је он пуномоћник странака потписница Анекса 10 којим су му одредиле мандат.

### Бонска овлашћења
На бонском засједању Савјета за спровођење мира (децембар 1997) донесени су закључци који се тичу високог представника (тзв. бонска овлашћења). Њих је високи представник користио да: доноси амандмане на уставе Републике Српске и Федерације Босне и Херцеговине, доноси законе и њихове измјене и допуне, смјењује изабране функционере и државне службенике и забрањује им учешће на изборима, одузима грађанска права и лична документа без права на жалбу. Као своје акте доносио је одлуке (енгл. decisions) за које је наређивао да се објаве у службеним гласилима.
Међутим, Савјет је закључцима само „поздравио намјеру високог представника“ да користи свој коначни ауторитет на терену за тумачење Споразума о цивилном спровођењу мировног рјешења како би се олакшало рјешавање потешкоћа доношењем обавезујућих одлука, када он сматра за неопходно, о сљедећим питањима:
- времену, мјесту и предсједавању састанцима заједничких институција;
- привременим мјерама које ступају на снагу када Странке не могу да се договоре и које остају на снази док Предсједништво или Савјет министара не усвоји одлуку о том питању у складу са Мировним споразумом;
- другим мјерама како би обезбиједио спровођење Мировног споразума широм Босне и Херцеговине и њених ентитета и неометан рад заједничких институција. Такве мјере могу укључивати акције против државних службеника и функционера који неоправдано изостају са састанака или за које високи представник сматра да крше правне обавезе преузете Мировним споразумом или услове његовог спровођења.[8]

Државне власти Републике Српске истичу да Савјет нема исходиште у међународном праву, да не може креативно тумачити нити дописивати међународни уговор и сходно томе ни давати никаква овлашћења (по правном принципу да се некоме не могу дати ни пренијети права која нема ни сам давалац). Правници наглашавају да високи представник ни по Бонској декларацији не може доносити законе већ само одлуке привременог карактера, и то из надлежности Предсједништва и Савјета министара, како изричито пише. Свака декларација је политички и необавезујући акт, а не правни акт, и стога не може бити правни основ за дјеловање високог представника већ то може бити само Анекс 10 Дејтонског мировног споразума.

## Високи представници
Списак високих представника за Босну и Херцеговину:
- Карл Билт (1995—1997), Шведска;
- Карлос Вестендорп (1997—1999), Шпанија;
- Волфганг Петрич (1999—2002), Аустрија;
- Педи Ешдаун (2002—2006), Уједињено Краљевство;
- Кристијан Шварц-Шилинг (2006—2007), Њемачка;
- Мирослав Лајчак (2007—2009), Словачка;
- Валентин Инцко (2009—2021), Аустрија.

Њемачки политичар Кристијан Шмит се од 1. августа 2021. представља као високи представник иако није именован резолуцијом Савјета безбједности ОУН у складу са чланом 1. Анекса 10 (Споразума о цивилном спровођењу) Општег оквирног споразума за мир у Босни и Херцеговини.